# Суренкин, Веса
Веса Суренкин (фин. Vesa Surenkin; род. 15 января 1965, Хельсинки, Финляндия) — финский хоккейный тренер.

## Биография
Родился в семье выходцев из Карелии. В детстве учился финско-русской гимназии. С родителями общался на двух языках.
Выступал на позиции защитника. Начинал свою карьеру хоккеиста в Хельсинки, однако вскоре Суренкин уехал в Монреаль, где он выступал за местную университетскую команду. Вскоре ему предложил контракт клуб американской IHL «Индианаполис Чекерс». В 1988 году вернулся в родной финский «ХИФК».
После завершения карьеры игрока он стал тренером. Долгое время работал с молодежной командой «ХИФКа». В 2001 году Веса Суренкин стал первым иностранным специалистом, возглавившим сборную Эстонии по хоккею с шайбой. Финский специалист сумел вернуть балтийцев в Первый дивизион Чемпионата мира. В 2003 году, после своей успешной работы в Эстонии, Суренкин сменил Леонида Беренева на посту наставника латвийского «Металлурга». По итогам сезона команда завоевала бронзовые медали в чемпионате Латвии.
В 2005—2006 году Суренкин являлся ассистентом тренера в «Йокерите». В 2006—2007 гг. работал помощником Владимира Юрзинова в ярославском «Локомотиве». После этого Суренкин работал с различными шведскими, итальянскими, австрийскими и финскими коллективами. Некоторое время наставник возглавлял сборную Туниса.
С 2014 году специалист был назначен на пост главного тренера казахстанского «Арлан». Под его руководством клуб стал победителем регулярного чемпионата Казахстана и вышел в финальную серию плей-офф чемпионата, где «Арлан» уступил «Иртышу». С 2015 года Суренкин тренирует команду Латвийской хоккейной лиги «Тукумс». Параллельно этому он входит помогает в работе главному тренеру сборной Турции.

## Тренерские достижения
- Победитель регулярного чемпионата Казахстана: 2014/2015.
- Серебряный призёр чемпионата Казахстана: 2014/2015.
- Бронзовый призёр чемпионата Латвии: 2004.